# Insurrección del 7 de abril de 1928
La insurrección del 7 de abril de 1928 fue un movimiento revolucionario en Venezuela de tendencia democrática liderado por el capitán Rafael Alvarado Franco contra la dictadura de Juan Vicente Gómez. La insurrección fracasó y fue aplacada por el general Eleazar López Contreras.

## Líderes
La insurrección fue dirigida por el capitán Rafael Alvarado con la cooperación de los siguientes grupos:
| Subtenientes - Rafael Antonio Barrios - Agustín Fernández - Leonardo Leefmans - Faustino Valero Cadetes de la Escuela Militar - Eleazar López Wolkmar (hijo del general Eleazar López Contreras, entonces jefe de la guarnición de Caracas), - Antonio J. Ovalles Olavarría - Benjamín Delgado Leefmans - Armando J. Chávez | Estudiantes universitarios - Jesús Miralles - Fidel Rotondaro - Germán Tortosa - Francisco Rivas Lázaro - Antonio Arráiz - Juan José Palacios - Luis Manuel García - Gustavo Tejera - César Camejo |

La insurrección también contó con la cooperación de algunos sargentos, el dentista Rafael Franco hijo; Francisco Betancourt Sosa; el capitán chileno Pedro Dubournais; los trabajadores Aurelio Esparragosa y Julio Naranjo, varios miembros de la Federación de Estudiantes Venezolanos y obreros de la fábrica de vidrio de Maiquetía.

## Insurrección
La insurrección se alimentó de las ideas recogidas en Chile por su principal protagonista, Rafael Alvarado Franco, un joven instructor de artillería, nacido en 1898 en Nirgua, en el estado Yaracuy, enviado al Perú a hacer cursos de especialización y mejoramiento. Estalló en el amanecer del 7 de abril en el cuartel de Miraflores, sede teórica del Poder Ejecutivo, ya que el presidente Juan Vicente Gómez despachaba normalmente desde Maracay, en el estado Aragua.
Los insurrectos tomaron el cuartel de Miraflores y se dirigieron al cuartel San Carlos con las mismas intenciones, pero fueron controlados por el general Eleazar López Contreras. Fracasó la insurrección. Todos los involucrados en la sublevación fueron detenidos y juzgados bajo condiciones de tortura e inhumanas. El capitán Alvarado murió en la prisión del castillo de Puerto Cabello, el 12 de diciembre de 1933 y la mayoría de sus compañeros permaneció en la cárcel hasta la muerte del general Gómez en diciembre de 1935. 

El expediente contentivo del juicio estuvo desaparecido hasta que fue localizado en 1977 por Alexis Gallegos, hijo del novelista Rómulo Gallegos, quien se lo entregó al historiador Rafael Ramón Castellanos, quien a su vez lo publicó al año siguiente con notas y comentarios. El capitán Alvarado declararía que 
«...después, de la fiesta de los estudiantes comprendí que el estado de ánimo del pueblo de Venezuela, en un momento dado, era posible que acompañara a algún individuo de ideas nuevas (sin ser socialista) hasta la realización de un plan preconcebido...».